# Grotten van Longyou

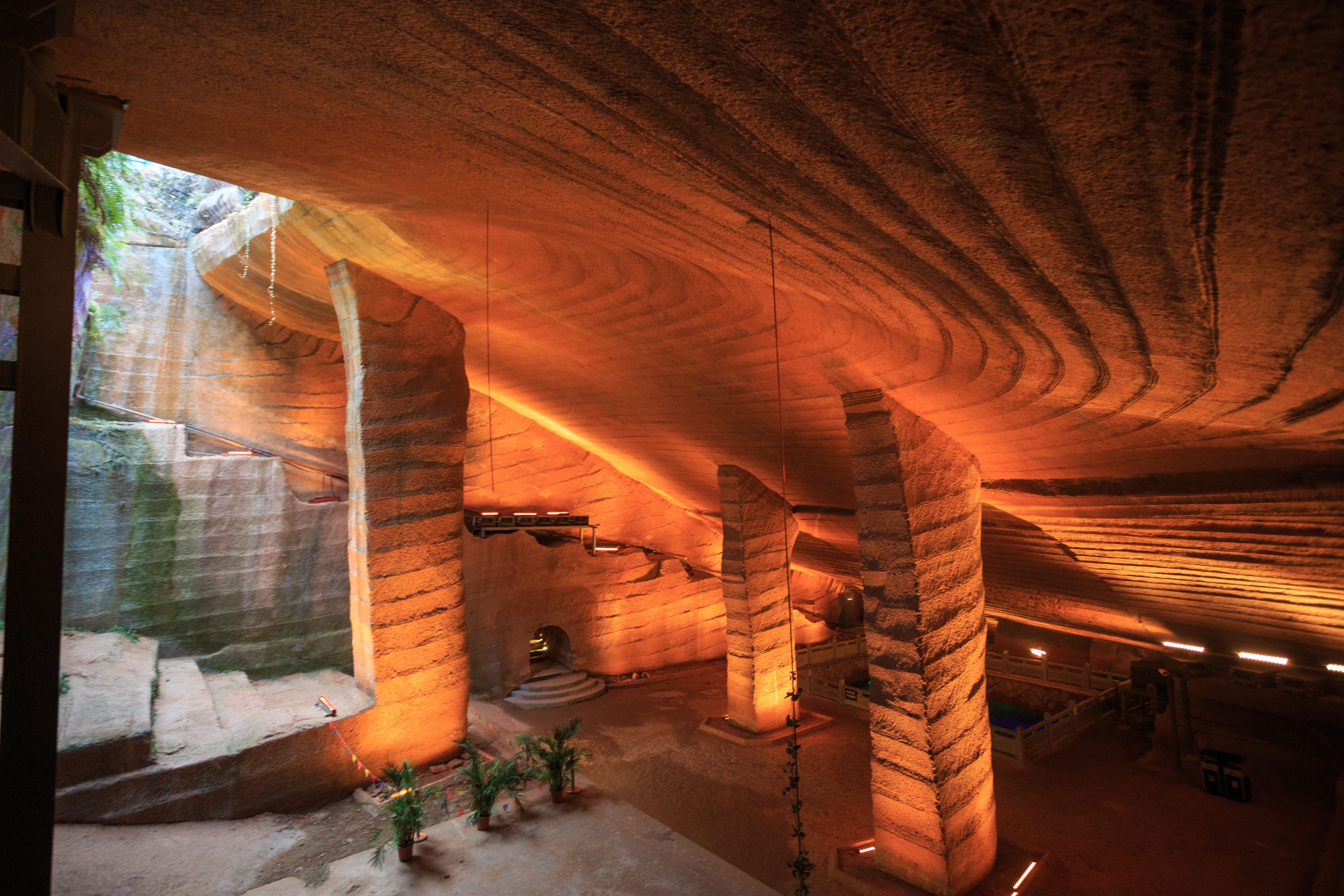
Een van de grotten

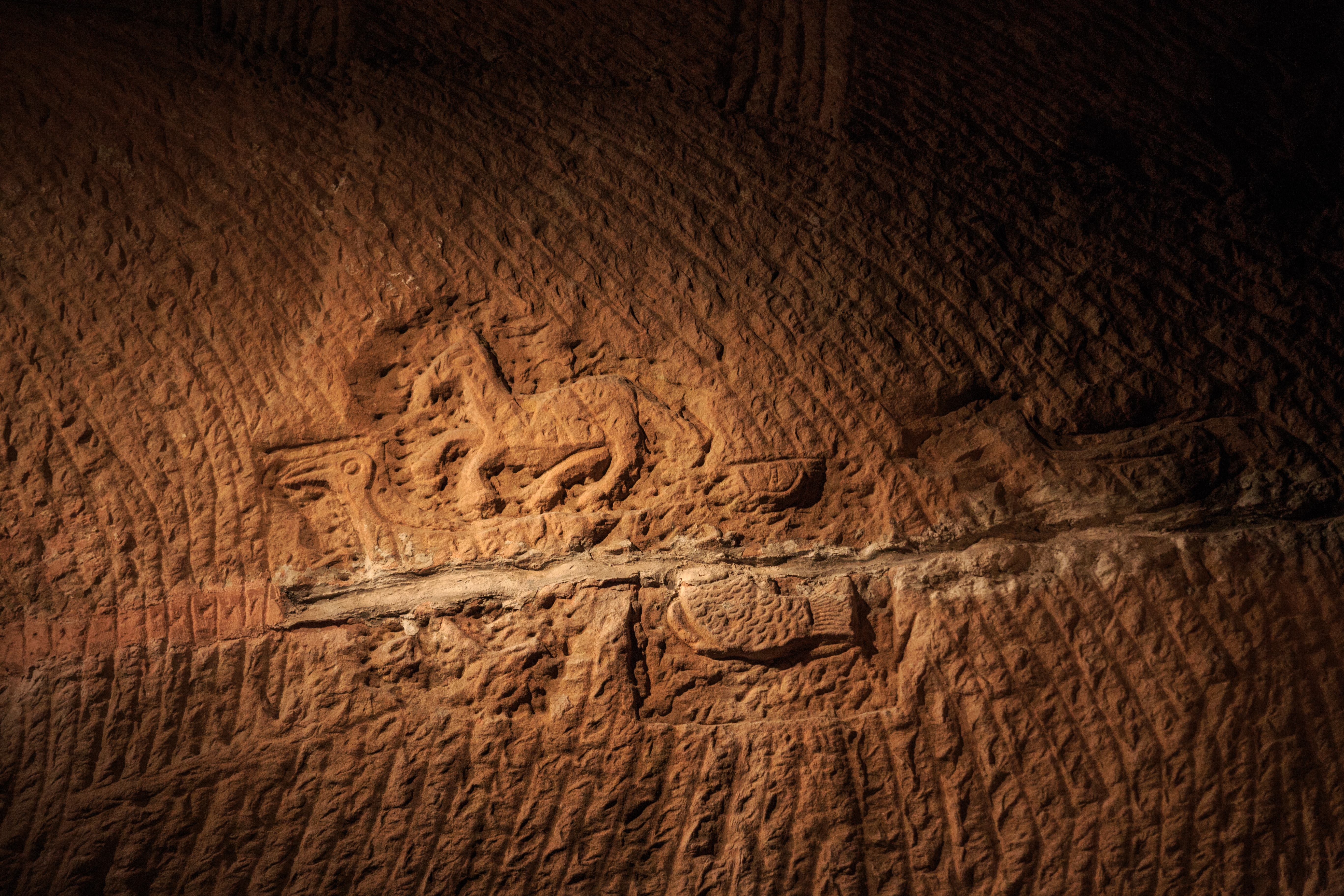
Uitgebeitelde dieren: een paard, een vogel en een vis

De grotten van Longyou (Chinees: 龙游石窟) of stenen kamers van Xiao Nanhai (小南海石室) zijn een groep van 24 kunstmatige grotten van zandsteen, nabij het dorp Shiyan Beicun aan de Qu-rivier in het arrondissement Longyou in de prefectuur Quzhou van de Chinese provincie Zhejiang. 
Het is niet zeker wanneer de grotten gemaakt zijn, waarschijnlijk meer dan 2000 jaar geleden. Er zijn geen gegevens over de grotten in enig historisch document. 
De plafonds maken een hoek van 45 graden en worden door zuilen gesteund. Muren tussen de grotten zijn soms maar 50 cm dik. De wanden zijn afgewerkt met schuine slagen van de beitel. Er zijn ook afbeeldingen van dieren, draken en mensen bewaard. Er zijn verder enkel wat potten en beitels gevonden.
Van de 24 grotten zijn er zeven toegankelijk. Het water in de grotten hielp de grotten zo goed in stand te houden. Ze moeten op bepaalde plekken worden gestut. 
De grotten werden gevonden in 1992. In juni van dat jaar ontdekten vier boeren in Longyou de grotten door het water te pompen uit vijf rechthoekige, kleine, maar diepe vijvers bij hun dorp. De vijvers bleken vijf grote door mensen gemaakte grotten te zijn. Verder onderzoek leidde tot nog 19 grotten in de buurt. 